# 涙のハリウッド
『涙のハリウッド』（なみだのハリウッド）は河合奈保子の24枚目のシングル。1986年4月1日に日本コロムビアよりリリースされた。EPの規格品番はAH-725。

## 概要
表題曲「涙のハリウッド」は、河合のシングル曲の中では地声のキーが最も高い楽曲となっている。
オリコンチャートでは最高7位にランクイン。TBS系『ザ・ベストテン』及び日本テレビ系『歌のトップテン』では惜しくもトップ10入りを逃すが、1986年4月23日に放送されたフジテレビ系列『夜のヒットスタジオ DELUXE』に出演した際にこの曲を披露している。

## 収録曲
- 両楽曲共に、作詞：売野雅勇／作曲：林哲司／編曲：萩田光雄

1. 涙のハリウッド
2. ジャスミンの夢飾り

## 参考資料
- 『NAOKO PREMIUM』（解説:土屋信太郎）河合奈保子、日本コロムビア、2007年12月19日。COCP-34705。